# Zoa Sherburne
Zoa Morin Sherburne (* 30. September 1912 in Seattle, Washington; † 5. Oktober 1995 ebenda) war eine US-amerikanische Schriftstellerin.

## Leben
Zoa Sherburne wurde in Seattle geboren und wuchs in Ballard auf. Sie fing bereits während ihrer Zeit an der Whittier Elementary School an zu schreiben. Später studierte sie an der Western Washington University und begann in den frühen 1940er Jahren mit The Gremlin's Say in der Tageszeitung Ballard Tribune eine eigene Kolumne zu schreiben. Mit Hilfe eines Limerick-Wettbewerbes eines lokalen Radiosenders gewann sie 205 US-Dollar, die sie in Kurzgeschichtenunterricht investierte. Sie schrieb in den nächsten 15 Jahren über 300 Kurzgeschichten und begann ihren ersten Roman zu schreiben, nachdem ihre ersten Kinder das Haus verließen, um aufs College zu gehen.
Mit Almost April wurde 1956 ihr erstes Buch veröffentlicht. Es sollten noch 13 Romane, die in 27 Sprachen übersetzt wurden, folgen. Sie schrieb ausschließlich Jugendromane, in denen junge Mädchen Alltagsprobleme zu bewältigen hatten. Mit Im Netz der Angst wurde 1982 ihr 1963 erschienener Roman Stranger in the House als Fernsehdrama verfilmt. Der von Sandor Stern inszenierte und mit Barbara Babcock, Peter Billingsley und Gerald McRaney in den Hauptrollen besetzte Filme erzählt die Geschichte einer Mutter, die nach acht Jahren in einer Psychiatrie wieder nach Hause kommt.
Am 5. Oktober 1995 verstarb Sherburne im Alter von 83 Jahren an den Folgen eines Herzinfarkts. Sie hinterließ acht Kinder.

## Werke
- 1956: Almost April
  - Bald ist April. Franckh-Kosmos (1962), 168 Seiten
- 1957: The high white wall
- 1958: Princess in Denim
- 1959: Jennifer
- 1963: Stranger in the House
- 1964: Ballerina on Skates
- 1965: River At Her Feet
- 1966: Girl in the Mirror
  - Mädchen im Spiegel. Salzer-Verlag Heilbronn (1969), 181 Seiten
- 1967: Too Bad about the Haines Girl
  - Morgen entscheiden wir: Eine Geschichte aus unserer Zeit. Salzer-Verlag Heilbronn (1968), 180 Seiten
- 1970: The Girl who Knew Tomorrow
- 1972: Leslie
- 1974: Why Have the Birds Stopped Singing?